# 岡田晴恵
岡田 晴恵（おかだ はるえ、1963年 - ）は、日本の医学者。感染症学コメンテーター。白鷗大学教育学部教授。ワタナベエンターテインメント所属。
専門は感染症学、公衆衛生学、児童文学。大学の担当科目は生物学（一般教養）、病と癒しの人間史（教養特講）、学校感染症の対処法（専門特講）。

## 来歴
埼玉県出身。千葉工業大学工学部応用化学科卒業、共立薬科大学大学院薬学研究科博士前期課程（生化学研究室・酵素研究）修了（薬学修士）、順天堂大学大学院医学研究科博士課程（免疫学研究室）単位満了退学。
1996年から厚生労働省国立感染症研究所ウイルス第一部の実験補助員として勤務。
1998年、博士（医学）学位取得（順天堂大学「HIV-1 Nef蛋白による非感染細胞のアポトーシスの解析」1997年）。
1999年、厚生労働省国立感染症研究所ウイルス第三部の研究員（〜2009年）。ドイツ・マールブルク大学医学部ウイルス学研究所（アレクサンダー・フォン・フンボルト奨学研究員）。日本経済団体連合会21世紀政策研究所シニア・ アソシエイト。
白鷗大学教育学部教授、一般教養の生物学と学校感染症の対処法について講義。
2020年7月1日、ワタナベエンターテインメントとマネジメント提携を結ぶ。
日本公衆衛生学会会員、日本ペンクラブ会員、日本児童文学者協会会員。

### 人物
- 実母から外へ遊びに行くのもダメ、テレビはダメ、勉強しなさい、本を読みなさいと教育虐待を受けて育った。理系の学問を志したのは、母から「手に職をつけなさい」「大学までが義務教育」と言われていたことによる[9]。
- 『家事ヤロウ!!!』（2020年11月11日放送分）で、サカナクションのファンで「フジロックとかフェスにも足を運んでいる」と述べた[10]。また、バラなど花を育てるのと、猫好きで自宅で猫を2匹飼っており、猫グッズを集めて、愛猫そっくりのセーターを元町で購入して、出演時に着用した[11]。一番好きな料理はハンバーグで、番組内で作った[12][13]。
- 好角家であり、伊勢ヶ濱部屋と交流がある。場所中は部屋への差し入れを欠かさない。「自分のために服なんかを買うよりも、若い子たちの血肉になったりしたほうがずっと良いですから」という[14]。ただの好角家ではなく「部屋ごとではなく1人1人が出場か休場かを決めるべき」と角界へコロナ対策も提言した[15]。

## 研究不正疑惑
2001年1月、国立感染症研究所在籍中に発表した論文「はしかに罹患すると細胞レベルの免疫力が一時的に低下する」の実験データがあまりにきれいすぎたため、明らかに人為的だと改ざん疑惑が浮上した。
当時の感染研究所・吉倉廣所長が事態を重く見て、岡田に対し、その上司であった田代眞人ウイルス第三部部長を通じて「元データを出すよう」に再三要請したが、岡田は元データを提出しなかった。
2002年5月17日付で、感染研究所・吉倉廣所長名の文書で論文を取り下げるように要求したが、元データの提出も論文の取り下げもされなかったと報道された。

## メディアでの発言
- Go To トラベルには、「人が動くとウイルスも一緒に動く」として反対している。政府が幅広い生活保障を実施することを求め、「財務省には前例のない財政出動をしてほしい」と主張した[17]。
- 2019年11月に発生が確認されたSARSコロナウイルス2の説明者として、2020年1月中旬より[18]テレビ番組やラジオ番組に数多く出演している[19][20]。新型コロナ特需でのメディアへの多数の出演について、日刊ゲンダイは「コロナの女王」と揶揄気味に報じた[21]。現代ビジネスによれば、一部の医師や専門家は、岡田がコロナの恐怖を過剰に煽り、数々の「陰謀論」や「デマ」をテレビを通して発表し、それらを事実と信じ込む視聴者が続出したと主張した[22]。
- 2020年2月12日放送のテレビ朝日系「モーニングショー」で、新型コロナウイルスの集団感染が起きたクルーズ船「ダイヤモンド・プリンセス」の感染者について、「感染者数が病床数を上回った場合はどう対応するのか」という羽鳥慎一の質問に対し、「理論的には厚労省は空気感染はないと言っているため、陰圧の病床でないといけないわけではなく、一般病棟の隔離でもいい」と回答した。これに対し、「医療現場を知らない」などと非難された[23]。
- 2020年2月27日放送の「モーニングショー」で、「感染研がPCR調査を民間に拡大することに消極的な理由として、データを独占したいOBがいる」と発言した[24][25]。この主張に対し、国立感染症研究所は「事実誤認」であると反発し、一部の報道が「新型コロナウイルス感染症対策への悪影響を及ぼしている」と主張した[26][27]。
- 2020年3月16日放送の「モーニングショー」で「肺炎で亡くなっても、コロナで肺炎という診断がつかなければ死者数に入らない」と発言した。これに対し、「肺炎死亡者の中に新型コロナの患者がいたら院内感染が多発しているはず」などと非難された[28]。
- 2020年4月28日放送の「モーニングショー」でテレビ朝日解説委員の玉川徹は、前日の東京都の新型コロナウイルスの感染者数39人すべてが民間の検査機関によるもので、行政の検査機関は土日に休んでいたと発言し、岡田も「全部、民間だというのは私も聞き及んでいます」と同調した[29]。しかし、翌日の放送で玉川は、正しくは39人のなかに行政機関の検査によるものも多数含まれており、土日も休んでいなかったと誤りを訂正し、「このことにより、土日も働いてらっしゃる都庁関係者の皆様、保健所の皆様、そして検査機関の皆様、検体を採取する医療関係者の皆様、全てに多大なるご迷惑をお掛けしてしまいました。本当にすいませんでした」と謝罪した[30][31][32]。
- 2020年5月1日放送の「モーニングショー」で新型コロナウイルス軽症者のホテル滞在について、「療養であり医療ではないので、医者がいるわけでもない」と発言した。これに対し、都民ファーストの会所属の伊藤ゆう東京都議会議員が「療養ホテルには医師は日中は常駐していて、看護師は24時間体制で常駐している」として、不正確な情報は視聴者の不安を煽ることになると非難した[33]。
- 2020年5月14日放送の「モーニングショー」で前日に28歳の力士が新型コロナウイルス性肺炎による多臓器不全のため死去したことについて、「新型コロナで亡くなったというより、新型コロナの医療体制の不備で亡くなってしまったというイメージがある」「電話が繋がらない、病院はたらい回し」などと発言した。これに対し、「検査を煽る番組があるから、医療機関にも苦情や相談の電話がたくさん来てて繋がりにくいのでは」「医療体制や政府批判に亡くなった方を利用するのは許せない」「亡くなったのは医療体制のせいじゃない」などと非難された[34]。
- 2021年5月17日放送の「モーニングショー」で、「新型コロナに感染した人はワクチンは必要はない」と発言したが、その後、アナウンサーの斎藤ちはるが「厚労省によると、すでに新型コロナウイルスに感染した人も、ワクチンを接種することができる。WHOなども接種を推奨している」と訂正した。これに対し「ワクチン接種に関わる質問の回答を医師でも薬剤師でもない人にやらせちゃダメだろ」などと非難された[35]。
- 2021年5月23日放送のBS朝日「日曜スクープ」で新型コロナウイルスワクチンが高い有効性を示すことについて、「発症予防効果であって、感染予防効果ではない」と発言した。しかし、同年3月には米疾病対策センターが、ファイザーとモデルナのワクチンが感染予防にも有効だとする調査結果を発表しており、複数の医師から「テレビ業界では、こんなレベルの知識の人が普通に間違ったことを話してても気にならないのか」「この岡田さんは情報を全くアップデートしていない。全く論文を読んでいないのではないか」などと非難された[36]。

## 学位論文・寄稿文
- 「 HIV-1 Nef protein-induced apoptotic cytolysis of a broad spectrum of uninfected human blood cells independently of CD95(Fas)  / HIV-1 Nef蛋白による非感染細胞のアポトーシスの解析」Okada，H.，Takei R.，Tashiro M. FEBS Letter. 414(3):603-6， 1997年
- 「 HIV-1 Nef protein-induced apoptotic cytolysis of a broad spectrum of uninfected human blood cells independently of CD95(Fas)  / HIV-1 Nef蛋白による非感染細胞のアポトーシスの解析」順天堂大学 博士論文, 乙第1411号, 1998年, NAID 500000160270, doi:10.1016/S0014-5793(97)01080-6
- 小船富美夫, 岡田晴恵, 佐藤威, 野田雅博, 鈴木一義, 李富男, 船津雅彦, 堺春美「麻疹ウイルス(MV)中和(VN)試験 : 改良と標準化にむけて」『臨床とウイルス』第27巻第2号、1999年4月、S77、ISSN 03038092、NAID 10013385258。
- 佐藤威, 岡田晴恵, 小船富美夫, 田代眞人, 砂川富正, 岡部信彦, 中村正治, 大野惇, 糸数清正, 村上秀親「麻疹ワクチン既接種者の麻疹罹患とわが国の麻疹対策 : 沖縄県八重山地区での麻疹流行」『臨床とウイルス』第28巻第1号、2000年4月、10-14頁、ISSN 03038092、NAID 10009653621。
- 小船富美夫, 片山未来, 佐藤直子, 岡田晴恵, 佐藤威, 野田雅博, 鈴木一義, 李富男, 和山行正, 船津雅彦, 篠川旦, 上田重晴, 堺春美「麻疹ウイルス(MV)中和試験の改良と標準化」『臨床とウイルス』第28巻第1号、2000年4月、31-34頁、ISSN 03038092、NAID 10009653655。
- 岡田晴恵「麻疹の病態とワクチン接種」『臨床とウイルス』第30巻第2号、2002年5月、S25-26、ISSN 03038092、NAID 10012349540。
- 岡田晴恵, 佐藤威, 田代眞人「小児麻疹患者の免疫・生体応答における男女差の検討」『臨床とウイルス』第30巻第2号、2002年5月、S71、ISSN 03038092、NAID 10012349579。
- 岡田晴恵, 佐藤威, 田代眞人, 高山直秀, 岡田賢司, 新里敬「成人における麻疹生ワクチン接種の有効性」『臨床とウイルス』第30巻第2号、2002年5月、S72、ISSN 03038092、NAID 10012349580。
- 岡田晴恵「成人麻疹」『総合臨床』第52巻、2003年、884-889頁、NAID 50000788325。
- 岡田晴恵「麻疹の病態とワクチン接種」『臨床とウイルス』第31巻第1号、2003年3月、19-29頁、ISSN 03038092、NAID 50000791362。
- 吉田紀美, 近藤玲子, 山下育孝, 大瀬戸光明, 木村博一, 岡田晴恵, 田代眞人「麻疹ウイルスH1型による成人麻疹の多発」『臨床とウイルス』第31巻第2号、2003年5月、S61、ISSN 03038092、NAID 10012754781。
- 岡田晴恵「IgG avidity 検査」『臨床と微生物』第31巻第2号、2004年3月、031-036頁、ISSN 09107029、NAID 10013595770。
- 秋元未来, 岡田晴恵, 田代眞人「大学生における麻疹、風疹のワクチン接種、罹患状況の調査について」『臨床とウイルス』第32巻第2号、2004年5月、S57、ISSN 03038092、NAID 10013117835。
- 岡田晴恵「感染症Up to Date(88)麻疹の現状と学校保健現場の麻疹対策」『保健師ジャーナル』第60巻第9号、医学書院、2004年9月、916-920頁、ISSN 13488333、NAID 40006393486。
- 岡田晴恵, 田代眞人「鳥インフルエンザの流行は，何が問題なのか」『日本農村医学会雑誌』第53巻第5号、日本農村医学会、2005年、775-782頁、doi:10.2185/jjrm.53.775、ISSN 0468-2513、NAID 130004451081。
- 岡田晴恵「麻疹ウイルスや麻疹ワクチンが引き起こす免疫抑制、宿主の生体反応からの解析」『臨床とウイルス』第33巻第2号、2005年5月、S19、ISSN 03038092、NAID 10016510161。
- 岡田晴恵「麻疹ウイルス感染における免疫機能低下の評価と対策さらに麻疹風疹ワクチン二回接種制度の導入」『臨床とウイルス』第34巻第1号、2006年3月、8-14頁、ISSN 03038092、NAID 10017440936。
- 岡田晴恵「焦点 新しいウイルス感染症--新型インフルエンザ流行にそなえて」『看護教育』第47巻第6号、医学書院、2006年6月、496-502頁、ISSN 00471895、NAID 40007318505。
- 岡田晴恵「新型インフルエンザと危機管理体制」『月刊自治研』第52巻第604号、自治労システムズ自治労出版センター、2010年1月、10-14頁、ISSN 13425021、NAID 40016962528。
- 岡田晴恵「学校現場で実践したい感染症対策 (特集 気をつけたい冬の感染症)」『教育と医学』第66巻第12号、慶應義塾大学出版会、2018年12月、1108-1115頁、ISSN 0452-9677、NAID 40021725045。
- 岡田晴恵「山本厚太郎教授への献辞」『白鴎大学教育学部論集』第13巻第1号、白鴎大学教育学部、2019年5月、17-24頁、ISSN 1882-4145、NAID 40021944312。
- 岡田晴恵「新型コロナウイルス感染症とそのリスク評価」『大学時報』第69巻第392号、日本私立大学連盟、2020年5月、68-71頁、ISSN 0288-1748、NAID 40022268343。

## 著書

### 単著
- 『鳥インフルエンザの脅威』河出書房新社、2004年5月21日。ISBN 978-4309251806。
- 『人類VS感染症』岩波書店〈岩波ジュニア新書〉、2004年12月21日。ISBN 978-4005004911。
- 『感染症は世界史を動かす』筑摩書房〈ちくま新書〉、2006年2月。ISBN 978-4480062864。
- 『パンデミック・フルー 新型インフルエンザ Xデー ハンドブック』講談社、2006年10月24日。ISBN 978-4062136747。
- 『H5N1―強毒性新型インフルエンザウイルス日本上陸のシナリオ』ダイヤモンド社、2007年9月14日。ISBN 978-4478002407。
- 『史上最強のウイルス12の警告―新型インフルエンザの脅威』文藝春秋〈文春文庫〉、2007年10月10日。ISBN 978-4167753108。
- 『H5N1型ウイルス襲来―新型インフルエンザから家族を守れ!』角川・エス・エス・コミュニケーションズ〈角川SSC新書〉、2007年11月。ISBN 978-4827550139。
- 『新型インフルエンザの学校対策 ―H5N1型ウイルスから子どもたちを守る基礎知識と指導資料』東山書房、2008年8月1日。ISBN 978-4827814606。
- 『知識のワクチン 新型インフルエンザ予防マニュアル』現代けんこう出版、2008年8月27日。ISBN 978-4990434205。
- 『病気の魔女と薬の魔女』学研プラス、2008年10月21日。ISBN 978-4052030741。
- 『[図解]歴史をつくった7大伝染病』PHP研究所、2008年10月23日。ISBN 978-4569704760。
- 『新型インフルエンザ・恐怖のXデー』PHP研究所〈PHP Paperbacks〉、2008年11月18日。ISBN 978-4569701325。
- 『新型インフルエンザ対策ハンドブック―強毒性H5N1型ウイルス襲来に備える!命を守る、篭城生活の実践マニュアル』角川・エス・エス・コミュニケーションズ、2008年11月。ISBN 978-4827531305。
- 『新型インフルエンザ完全予防ハンドブック』幻冬舎〈幻冬舎文庫〉、2009年5月22日。ISBN 978-4569701325。
- 『隠されたパンデミック』幻冬舎〈幻冬舎文庫〉、2009年10月1日。ISBN 978-4344413863。
- 『病気の魔女と薬の魔女 ローズと魔法の薬』学研プラス、2009年11月25日。ISBN 978-4052032028。
- 『≪H5N1型にも対応≫高齢者、乳幼児、妊婦・・・・・・ 家族を守るための新型インフルエンザ対策』幻冬舎、2009年12月22日。ISBN 978-4344017689。
- 『子どもといっしょに読む 新型インフルエンザハンドブック』岩崎書店、2009年12月24日。ISBN 978-4265801916。
- 『新型インフルエンザ対策自治体マニュアル―ブタ由来H1N1型を教訓に、トリ由来H5N1型の流行に備える』サンライフ企画、2010年8月。ISBN 978-4904011218。
- 『病気の魔女と薬の魔女 ローズと魔法の地図』学習研究社、2010年10月20日。ISBN 978-4052033544。
- 『強毒型インフルエンザ』PHP研究所〈PHP新書〉、2011年5月18日。ISBN 978-4569796925。
- 『知識のワクチン 危機管理としての新型インフルエンザ対策(2版)』現代けんこう出版、2012年2月20日。ISBN 978-4905264033。
- 『うつる病気のひみつがわかる絵本(全5巻)』ポプラ社、2012年3月1日。ISBN 978-4591912751。
- 『うつる病気のひみつがわかる絵本(1)インフルエンザウイルスのフルくん』ポプラ社、2012年3月1日。ISBN 978-4591127834。
- 『うつる病気のひみつがわかる絵本(2)はしかウイルスのはっしー』ポプラ社、2012年3月1日。ISBN 978-4591127841。
- 『うつる病気のひみつがわかる絵本(3)ノロウイルスのノウちゃん』ポプラ社、2012年3月1日。ISBN 978-4591127858。
- 『うつる病気のひみつがわかる絵本(4)みずぼうそうウイルスのみず丸』ポプラ社、2012年3月1日。ISBN 978-4591127865。
- 『うつる病気のひみつがわかる絵本(5)腸管出血性大腸菌O157のベロ』ポプラ社、2012年3月1日。ISBN 978-4591127872。
- 『なぜ感染症が人類最大の敵なのか?』ベストセラーズ〈ベスト新書〉、2013年8月9日。ISBN 978-4584124154。
- 『感染症とたたかった科学者たち』岩崎書店、2013年10月29日。ISBN 978-4265059638。
- 『おしえて! インフルエンザのひみつ』ポプラ社〈ポプラサイエンスランド〉、2014年1月24日。ISBN 978-4591137338。
- 『エボラvs人類 終わりなき戦い』PHP研究所〈PHP新書〉、2014年12月16日。ISBN 978-4569823621。
- 『学校の感染症対策』東山書房、2015年2月25日。ISBN 978-4827815351。
- 『病いと癒しの人間史 ペストからエボラウイルスまで』日本評論社、2015年10月22日。ISBN 978-4535984325。
- 『気になるあの病気から自分を守る! 感染症キャラクター図鑑』日本図書センター、2016年1月19日。ISBN 978-4284203593。
- 『知っておきたい感染症: 21世紀型パンデミックに備える』筑摩書房〈ちくま新書〉、2016年2月8日。ISBN 978-4480068774。
- 『正しく怖がる感染症』筑摩書房〈ちくまプリマー新書〉、2017年3月6日。ISBN 978-4480689788。
- 『怖くて眠れなくなる感染症』PHP研究所、2017年3月15日。ISBN 978-4569835617。
- 『病気をふせぐしくみがよくわかる! からだの免疫キャラクター図鑑』日本図書センター、2017年3月17日。ISBN 978-4284204019。
- 『なかよくつき合って元気になる! からだの細菌キャラクター図鑑』日本図書センター、2019年5月22日。ISBN 978-4284204439。
- 『学校の感染症対策 改訂版』東山書房、2019年8月1日。ISBN 978-4827815719。
- 『みんなでからだを守ろう!感染症キャラクターえほん(第1期全5巻)』日本図書センター、2019年10月4日。ISBN 978-4284204477。
- 『みんなでからだを守ろう! 感染症キャラクターえほん 第1巻 インフルエンザ』日本図書センター、2019年10月4日。ISBN 978-4284204484。
- 『みんなでからだを守ろう! 感染症キャラクターえほん 第2巻 腸管出血性大腸菌O157』日本図書センター、2019年10月4日。ISBN 978-4284204491。
- 『みんなでからだを守ろう! 感染症キャラクターえほん 第3巻 おたふくかぜ』日本図書センター、2019年10月4日。ISBN 978-4284204507。
- 『みんなでからだを守ろう! 感染症キャラクターえほん 第4巻 ノロウイルス感染症』日本図書センター、2019年10月4日。ISBN 978-4284204514。
- 『みんなでからだを守ろう! 感染症キャラクターえほん 第5巻 アタマジラミ』日本図書センター、2019年10月4日。ISBN 978-4284204521。
- 『みんなでからだを守ろう!感染症キャラクターえほん(第2期全5巻)』日本図書センター、2020年4月7日。ISBN 978-4284204606。
- 『みんなでからだを守ろう! 感染症キャラクターえほん 第6巻 水ぼうそう』日本図書センター、2020年4月7日。ISBN 978-4284204613。
- 『みんなでからだを守ろう! 感染症キャラクターえほん 第7巻 サルモネラ感染症』日本図書センター、2020年4月7日。ISBN 978-4284204620。
- 『みんなでからだを守ろう! 感染症キャラクターえほん 第8巻 手足口病』日本図書センター、2020年4月7日。ISBN 978-4284204637。
- 『みんなでからだを守ろう! 感染症キャラクターえほん 第9巻 プール熱』日本図書センター、2020年4月7日。ISBN 978-4284204644。
- 『みんなでからだを守ろう! 感染症キャラクターえほん 第10巻 マイコプラズマ肺炎』日本図書センター、2020年4月7日。ISBN 978-4284204651。
- 『どうする！？ 新型コロナ』岩波書店〈岩波ジュニア新書〉、2020年5月8日。ISBN 978-4002710266。
- 『知っておきたい感染症 新型コロナと21世紀型パンデミック 新版』筑摩書房〈ちくま新書〉、2020年8月7日。ISBN 978-4-480-07336-5。
- 『最新知見で新型コロナとたたかう』岩波書店〈岩波ブックレット〉、2020年10月8日。ISBN 978-4-00-271034-1。
- 『キャラでわかる！はじめての免疫図鑑』日本図書センター、2020年10月21日。ISBN 978-4-284-20479-8。
- 『なぜ？どうして？子どもと大人の疑問に答える新型コロナウイルスハンドブック』金の星社、2020年11月14日。ISBN 978-4-323-05360-8。
- 『まんがで学ぶ！新型コロナ知る知るスクール』ポプラ社〈ちくま新書〉、2020年11月18日。ISBN 978-4-591-16851-6。
- 『新型コロナ自宅療養完全マニュアル』実業之日本社、2020年12月2日。ISBN 978-4-408-33935-1。
- 『感染症ってなんだろう？ 知っておきたい基礎知識』岩崎書店、2020年12月24日。ISBN 978-4-265-08639-9。
- 『感染しないひなん所生活』フレーベル館、2020年12月25日。ISBN 978-4-577-04943-3。
- 『感染症サバイバル どっちを選ぶ？クイズで学ぶ！ 1 インフルエンザ・新型コロナウイルス感染症』日本図書センター、2021年1月25日。ISBN 978-4-284-20481-1。
- 『感染症サバイバル どっちを選ぶ？クイズで学ぶ！ 2 腸管出血性大腸菌感染症Ｏ１５７・ノロウイルス感染症』日本図書センター、2021年1月25日。ISBN 978-4-284-20482-8。
- 『感染症サバイバル どっちを選ぶ？クイズで学ぶ！ 3 手足口病・とびひ』日本図書センター、2021年1月25日。ISBN 978-4-284-20483-5。
- 『秘闘　私の「コロナ戦争」全記録』新潮社、2021年12月22日。ISBN 978-410-354361-9。

### 共著
- 田代眞人 共著『新型インフルエンザH5N1』岩波書店〈岩波科学ライブラリー〉、2007年12月20日。ISBN 978-4000074797。
- 速水融、立川昭二、田代眞人 共著『<増補新版> 強毒性新型インフルエンザの脅威』藤原書店、2009年3月27日。ISBN 978-4894346772。
- 田代眞人 共著『新型インフルエンザの企業対策』日本経済新聞出版社、2009年4月10日。ISBN 978-4532314200。
- 田代眞人 共著『インフルエンザから命を守るための本―H5N1型パンデミック・フルー対策』TBSサービス、2010年12月24日。ISBN 978-4904345160。
- 田代眞人 共著『感染爆発にそなえる――新型インフルエンザと新型コロナ』岩波書店、2013年11月28日。ISBN 978-4000058377。

### 監修
- キム・ソンファ、クォン・スジン 著、猪川なと 訳『細菌ホテル』金の星社、2020年6月23日。ISBN 978-4323074658。(監修のみ)

### 教材
- かるた（6歳以上向）『感染症をアクティブ・ラーニング 感染症カルタ~うつる病気の秘密~』奥野かるた店、2017年12月1日発売[37][38]。(監修・著者)

## 出演

### テレビ
民放のワイドショー番組を中心に、情報番組、ニュース番組、バラエティ番組など出演多数。
- news zero（日本テレビ）
- Oha!4 NEWS LIVE（日本テレビ）
- スッキリ（日本テレビ）
- 深層NEWS（BS日テレ）
- 羽鳥慎一モーニングショー（テレビ朝日）[18]
- サタデーステーション（テレビ朝日）
- 大下容子ワイド!スクランブル（テレビ朝日）
- スーパーJチャンネル（テレビ朝日）
- ビートたけしのTVタックル（テレビ朝日）
- 週刊ニュースリーダー（テレビ朝日）
- 中居正広のニュースな会（テレビ朝日）
- 家事ヤロウ!!!（テレビ朝日、2020年11月11日）[12]
- 徹子の部屋（テレビ朝日、2021年4月12日）[39]
- 日曜スクープ（BS朝日）
- Nスタ（TBSテレビ）
- ひるおび!（TBSテレビ）
- news23（TBSテレビ）
- はやドキ!（TBSテレビ）
- 新・情報7DAYS ニュースキャスター（TBSテレビ）
- サンデーモーニング（TBSテレビ）
- アッコにおまかせ!（TBSテレビ、2020年3月15日）
- サワコの朝（毎日放送・TBSテレビ、2020年8月22日）
- 報道1930（BS-TBS）
- バイキング（フジテレビ）
- 直撃LIVE グッディ!（フジテレビ）
- 情報プレゼンター とくダネ!（フジテレビ）
- 日曜報道 THE PRIME（フジテレビ）
- ホンマでっか!?TV（フジテレビ、2020年1月22日、2020年2月5日）

### ラジオ
- Nらじ（「豪雨災害の被災地の感染症対策」2018年7月11日、NHKラジオ第一放送）
- らじるの時間（夏季特集『室井滋の感染症劇場』2019年7月29日-8月2日、NHKラジオ第一放送）※作・脚本・監修[40]
- Nらじ（「新型ウイルス対策特別措置法成立 今すべきことは」（2020年03月13日18時台、NHKラジオ第一放送）[41]
- Jam the WORLD（「CASE FILE」2018年5月21-24日、12月17-20日、2019年8月19-22日、10月15-17日、2020年2月3-6日、J-WAVE）[42]
- J-WAVE HOLIDAY SPECIAL CHEERS FOR ALL!（2020年5月05日、19:00時頃～J-WAVE）[43]
- Nらじ（ニュースアップ「今後のウイルスとの向き合い方は」（2020年05月21日18時台、NHKラジオ第一放送）[44]
- ロンドンブーツ1号2号 田村淳のNewsCLUB（2020年6月13日、文化放送）
- PEOPLE 日曜日の朝刊・世界を笑え! ザ・ニュースペーパー（2020年7月5日、JFN系列）
- 大竹まこと ゴールデンラジオ!「大竹メインディッシュ」（2020年7月21日、文化放送）